# ایهور تیشچنکو
ایهور تیشچنکو (اوکراینی: Ігор Сергійович Тищенко؛ زادهٔ ۱۱ مهٔ ۱۹۸۹) بازیکن فوتبال اهل اوکراین است.
از باشگاه‌هایی که در آن بازی کرده‌است می‌توان به باشگاه فوتبال شلاسک وروتسواف، باشگاه فوتبال ماریوپول، و باشگاه فوتبال کارپاتی لویو اشاره کرد.